# 노고미촌
노고미촌(能古見村)은 사가현 후지쓰군에 있던 촌이다. 

## 역사
- 1889년 4월 1일 - 정촌제 시행에 의해 후지쓰군 노고미촌이 성립하였다.
- 1954년 4월 1일 - 가시마정, 하마정, 후루에다촌, 가시마촌과 합병해 가시마시가 신설하여 소멸되었다.

## 참고문헌
- 『市町村名変遷辞典』東京堂出版、1990年。